# Puari jezik
Puari jezik (ISO 639-3: pux), jezik skupine krisa, porodice sko, koji se govori uz obalu provinciji Sandaun u Papui Novoj Gvineji.
371 govornik (1981 Wurm and Hattori; 35, 2003. SIL) u blizini Puarija. Srodni su mu rawo [rwa], krisa [ksi], warapu [wra].

## Vanjske poveznice
- Ethnologue (15th)